# Wiktor Iwanowitsch Agejew
Wiktor Iwanowitsch Agejew (russisch Виктор Иванович Агеев; * 29. April 1936 in Moskau; † 30. Januar 2023) war ein sowjetischer Wasserballspieler. Bei Olympischen Spielen gewann er eine Silbermedaille und zwei Bronzemedaillen. Bei Europameisterschaften war er mit der sowjetischen Nationalmannschaft einmal Zweiter und einmal Dritter.

## Sportliche Karriere
Die internationale Karriere des 1,84 m großen Spielers von Torpedo Moskau begann bei den Olympischen Spielen 1956 in Melbourne, wo Agejew in drei Spielen eingesetzt wurde. Sein zweites Spiel war das Blutspiel von Melbourne gegen die ungarische Mannschaft, das die sowjetische Mannschaft mit 0:4 verlor. Mit dem abschließenden 6:4-Sieg über die deutsche Mannschaft sicherte sich die sowjetische Mannschaft den dritten Platz hinter den Ungarn und den Jugoslawen. Zwei Jahre später war Budapest Austragungsort der Wasserball-Europameisterschaft 1958. Wie in Melbourne siegten die Ungarn vor den Jugoslawen und dem Team aus der Sowjetunion.
Bei den Olympischen Spielen 1960 in Rom wurde Agejew nur in zwei Spielen eingesetzt. Die sowjetische Mannschaft erhielt die Silbermedaille hinter den Italienern und vor den Ungarn. Bei der Wasserball-Europameisterschaft 1962 in Leipzig siegte das ungarische Team, dahinter belegten die Mannschaften aus der Sowjetunion und aus Jugoslawien punktgleich gemeinsam den zweiten Platz. Die sowjetische Mannschaft beendete das Turnier ohne Niederlage, nachdem sie gegen alle drei Gegner aus der Endrunde Unentschieden erspielt hatte.
Bei seinen dritten Olympischen Spielen war Agejew 1964 in Tokio in sechs Spielen dabei und erzielte zwei Tore, eines davon im abschließenden Spiel gegen die Ungarn, das mit 2:5 verloren ging. Olympiasieger wurden die Ungarn vor den Jugoslawen und der sowjetischen Mannschaft.